# Municipio de Garfield (condado de Ellsworth)
El municipio de Garfield (en inglés: Garfield Township) es un municipio ubicado en el condado de Ellsworth en el estado estadounidense de Kansas. En el año 2010 tenía una población de 40 habitantes y una densidad poblacional de 0,43 personas por km².

## Geografía
El municipio de Garfield se encuentra ubicado en las coordenadas 38°49′2″N 98°5′54″O / 38.81722, -98.09833. Según la Oficina del Censo de los Estados Unidos, el municipio tiene una superficie total de 92.77 km², de la cual 92,49 km² corresponden a tierra firme y (0,3 %) 0,28 km² es agua.

## Demografía
Según el censo de 2010, había 40 personas residiendo en el municipio de Garfield. La densidad de población era de 0,43 hab./km². De los 40 habitantes, el municipio de Garfield estaba compuesto por el 100 % blancos. Del total de la población el 2,5 % eran hispanos o latinos de cualquier raza.